# Епархия Асогеса
Епархия Асогеса (лат. Dioecesis Azoguensis) — епархия Римско-католической церкви с центром в городе Асогес в Эквадоре.

## Территория
Епархия включает в себя территорию провинции Каньяр в Эквадоре. Входит в состав митрополии Куэнки. Кафедральный собор Святого Франциска находится в городе Асогес. Территория диоцеза разделена на 30 приходов. В епархии служат 35 священников (35 приходских), 10 монахов, 65 монахинь.

## История
Епархия Асогеса была создана 26 июня 1968 года на части территории архиепархии Куэнки буллой «Чем больше христиан» (лат. Quo magis Christi fidelium) римского папы Павла VI.

## Ординарии
- Хосе-Габриэль Диас-Куэва (26.6.1968 — 29.4.1975);
- Рауль Эдуардо Вела Чирибога (29.4.1975 — 8.7.1989), назначен военным ординарием Эквадора;
- Климако-Хасинто Сараус-Каррильо (2.4.1990 — 14.2.2004);
- Карлос-Анибаль Альтамирано-Агуэльо (14.2.2004 — 25.09.2015, до смерти);
- Освальдо Патрисио Вентимилья Кабрера (25.06.2016 — по настоящее время).